# Shinshiro
Shinshiro (jap. 新城市, -shi) ist eine Stadt in der Präfektur Aichi auf Honshū, der Hauptinsel von Japan.

## Geographie
Shinshiro liegt nördlich von Toyohashi und östlich von Okazaki.

## Geschichte
Die Stadt Shinshiro wurde am 1. November 1958 gegründet.

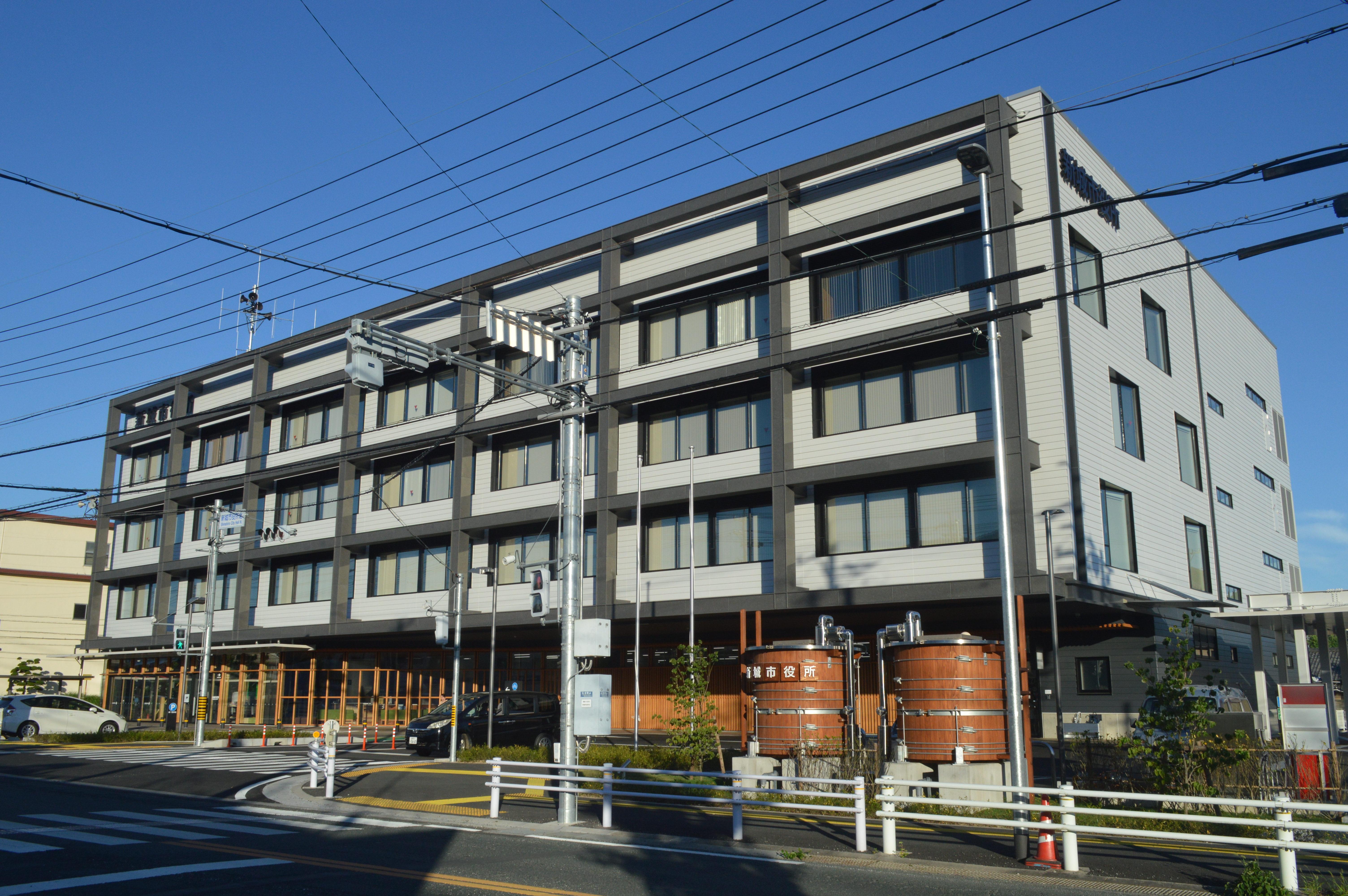
Rathaus

## Verkehr
Shinshiro ist über die Nationalstraßen 151, 257, 301 und 420 erreichbar. Durch die Stadt führt die von JR Central betriebene Iida-Linie, die wichtigsten Bahnhöfe sind Hon-Nagashino, Mikawa-Kawai und Ōmi. In Hon-Nagashino zweigte von 1929 bis 1968 die Taguchi-Linie ab.

## Weblinks

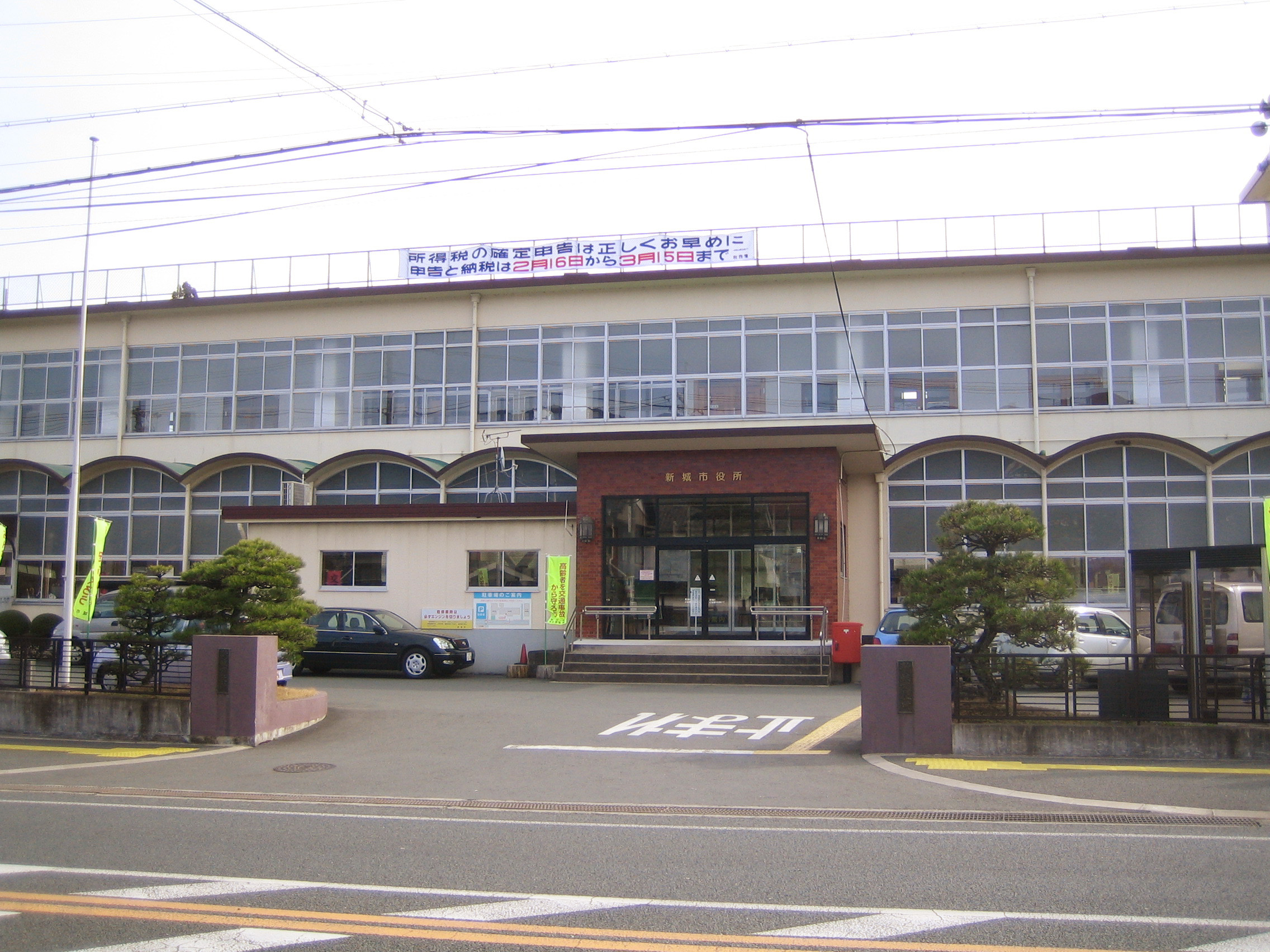
Rathaus von Shinshiro

## Söhne und Töchter der Stadt
- Akihiro Ōta (* 1945), Politiker

## Angrenzende Städte und Gemeinden
- Präfektur Aichi
  - Okazaki
  - Toyohashi
  - Toyokawa
  - Toyota
  - Tōei
  - Shitara
- Präfektur Shizuoka
  - Hamamatsu